# 博士峠工区

博士峠工区（はかせとうげ こうく）は、福島県大沼郡会津美里町から昭和村に至る国道401号の改良区間である。

## 概要
- 起点 - 大沼郡会津美里町松坂
- 終点 - 大沼郡昭和村小野川
- 全長 - 7.5 km
- 幅員 - 8.0 m（車道部6.0 m）

国道401号は昭和村から会津地方の中心である会津若松市に直結する唯一の路線でありながら、狭隘・急カーブ･急勾配（最大12 %）の連続する博士峠は安全な交通の支障になっており、また冬季閉鎖区間であることから、特に会津若松市への救急搬送に冬期間大きな迂回を強いられる（会津坂下消防署昭和出張所では通常期でも傷病者への負担が大きいため利用を避けている）。このことから冬季閉鎖が行われる急峻な区間を長大トンネルで迂回するバイパスが2013年度に事業化され、2017年7月31日に工区全体の起工式が行われた。トンネル本体の着工は2018年11月21日に開始された。総事業費は182億円。トンネル本体約4.5kmとその前後、会津美里町側2.4km、昭和村側0.6kmの改良区間により構成される。当初は2020年度のトンネル貫通と2020年代初頭のバイパス開通を見込んでいたが、トンネル内湧水発生による昭和村側工事の遅れにより、完了時期が見通せていなかったが、2021年7月2日にトンネルが貫通し、2023年9月10日に開通した。自治体の案内や報道では「博士峠バイパス」とも呼称される。

## 沿革
- 2013年度 - 事業着手。
- 2017年
  - 7月31日 - 博士峠工区起工式。
- 2018年
  - 11月21日 - 博士トンネル着工式。
- 2021年
  - 7月2日 - 博士トンネル貫通。
- 2023年
  - - 8月27日 - 供用に先立ちウォーキングイベントが当区間で行われる[8]
  - - 9月10日 - 全線供用開始。

## 道路施設
上平橋
- 全長：26.8m[9]

三の沢橋
- 全長：23.3m[9]

観音橋
- 全長：36.8m[9]

松坂1号アースシェッド
- 全長：57m[9]

新博士沢橋
- 全長：46.7m[9]

松坂2号アースシェッド
- 全長：33m[9]

天沼沢橋
- 全長：42.1m[9]

博士トンネル
- 全長：4,503.0m
- 幅員：6.0（7.0）m
- 高さ：4.7m
- 施工：鹿島・滝谷・大和建設工業JV（会津美里町側2,238m） / 戸田・フジタ・会津土建JV（昭和村側2,265m）
- 工法：新オーストリアトンネル工法（NATM）

福島県管理のトンネルの中で、甲子トンネルを抜き最長となった。福島県施工のトンネルとしては初めて工期短縮のために両側から同時に掘削を行った。
九九竜沢橋
- 全長：30.6m[9]

## 接続路線
- 国道401号 会津若松方面（会津美里町松坂 起点）
- 国道401号 檜枝岐方面（昭和村小野川　終点）

## 沿線
- 宮川
  - イラ沢
  - 雨沼沢
  - 桑沢谷
- 九九竜沢